# أم نجاصة (البلقاء)
أم نجاصة منطقة سكنية تقع في لواء عين الباشا، محافظة البلقاء في الأردن. تنتمي المنطقة لقضاء عين الباشا الذي يضم 16 منطقة. يقدر عدد سكانها بـ 994 نسمة حسب إحصاء 2015.

## الوصلات الخارجية
- دائرة الاحصاءات العامة